# Patrick Eddy
Patrick Eddy (* 17. Oktober 2002 in Echuca) ist ein australischer Radrennfahrer.

## Sportlicher Werdegang
Nachdem Eddy als Junior insgesamt drei nationale Titel auf der Straße gewonnen hatte, fuhr er nach dem Wechsel in die U23 zunächst zwei Jahre für australische Teams. Mit dem Team BridgeLane gewann er 2021 den nationalen Titel auf der Bahn in der Mannschaftsverfolgung. 
Zur Saison 2022 wechselte Eddy nach Europa und wurde Mitglied im Development Team DSM. 2023 kam er auf einen fünten Etappenplatz beim Flèche du Sud und den neunten Platz im Prolog zur ZLM Tour. Nach zwei Jahren im Development Team wurde er 2024 in das UCI WorldTeam übernommen.

## Erfolge
2018
- Australischer Meister – Straßenrennen und Einzelzeitfahren (Junioren)

2019
- Australischer Meister – Einzelzeitfahren (Junioren)

2021
- Australischer Meister – Mannschaftsverfolgung (Bahn) mit Jensen Plowright, Graeme Frislie und Bill Simpson